# بوينغدن غرين (باكينجهامشير)
بوينغدن غرين (بالإنجليزية: Bovingdon Green, Buckinghamshire)‏ هي قرية تقع في المملكة المتحدة في باكينجهامشير.